# 十二湖站
十二湖站（日语：／ Jūniko eki */?）位于青森县西津轻郡深浦町大字松神字下滨松，是东日本旅客铁道（JR東日本）管辖的五能线上的鐵路車站。

## 历史
- 1959年9月15日 - 作为日本国有铁道乘降所投入运营[1][2]。
- 1987年4月1日 - 国铁分割民营化后成为JR东日本临时车站。
- 1988年2月1日 - 成为常设车站[1]。
- 2005年3月19日 - 新站房投入使用[1]。
- 2010年4月1日 - 管理站由深浦站变为五所川原站。

## 车站结构
侧式站台1台1线的地上车站。现有站房为旧岩崎村为了十二湖观光而新建设的。内部有深浦町观光协会指定经营的观光信息咨询中心。在冬季（12月至3月）得10点到15点，除周六，周日和新年假期外，都有职员值守。
五所川原站管理的无人车站。

## 相邻车站
東日本旅客铁道
■五能线
- 臨時快速“Resort白神”停車站

□快速
岩馆 ← 十二湖 ← WeSPa椿山
■普通
松神－十二湖－陆奥岩崎